# Ebersbach (Abenberg)

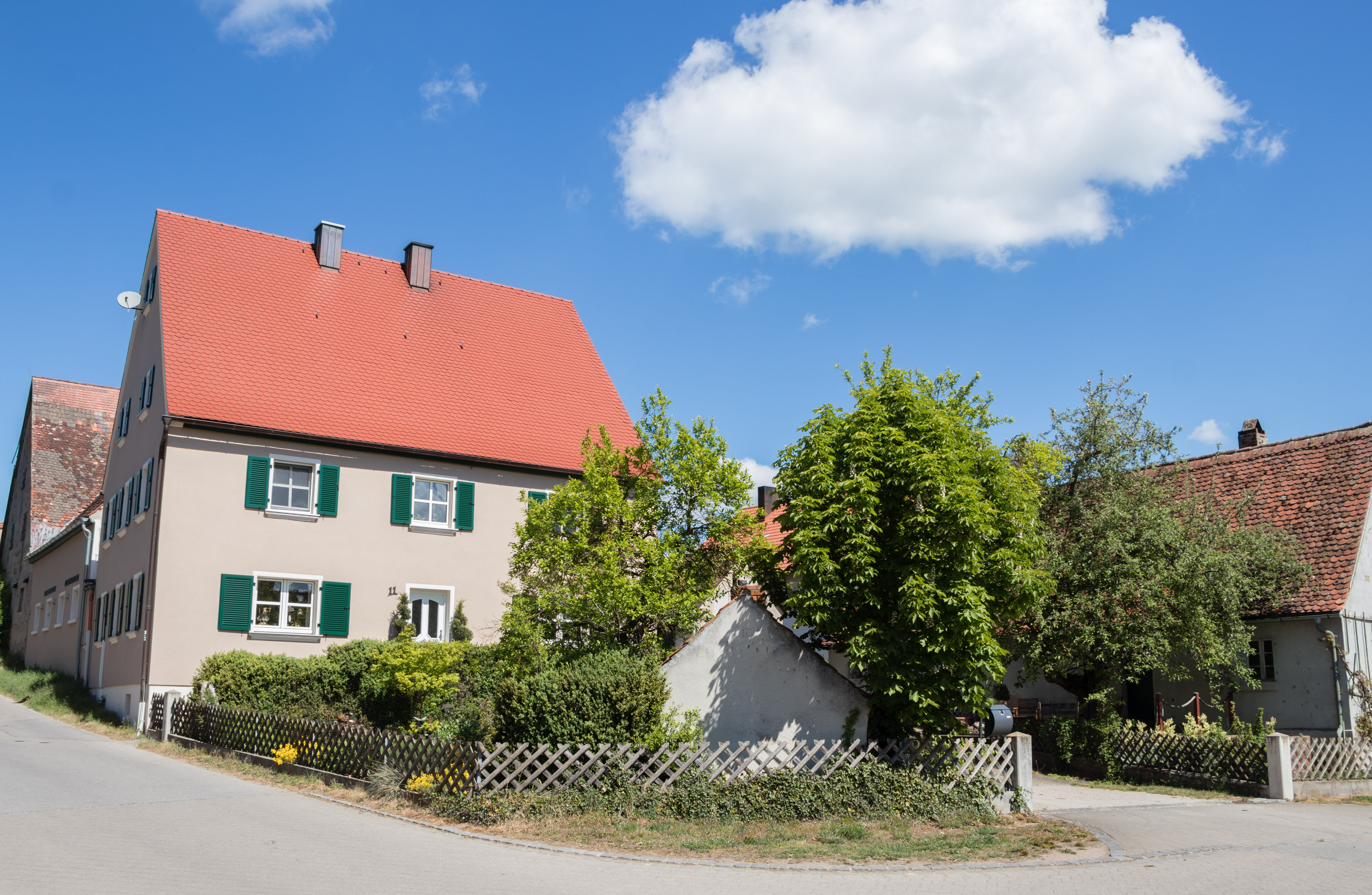
Bauernhof im Ortskern

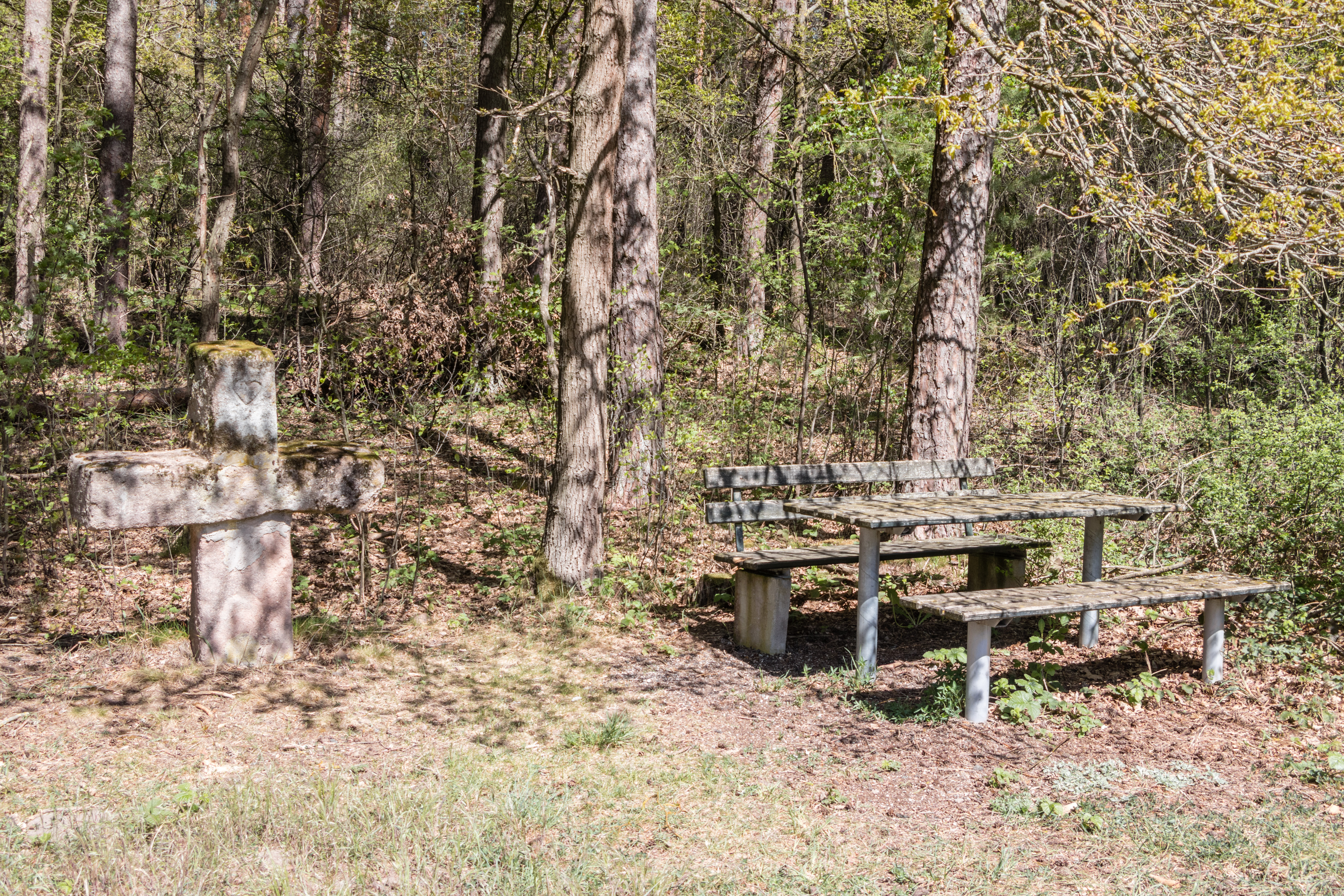
Steinkreuz im Hirtenbachtal bei Ebersbach

Ebersbach (fränkisch: Äwaschba) ist ein Gemeindeteil der Stadt Abenberg im Landkreis Roth (Mittelfranken, Bayern). Die Gemarkung Ebersbach hat eine Fläche von 7,211 km². Sie ist in 605 Flurstücke aufgeteilt, die eine durchschnittliche Fläche von 11356,28 m² haben. In ihr liegt neben dem namensgebenden Ort der Gemeindeteil Kapsdorf.

## Geografie
Durch das Dorf fließt der Hirtenbach, ein rechter Zufluss der Aurach, der südwestlich des Orts bei den Klosterweihern entspringt. 1 km südöstlich erhebt sich der Schneckenbuck (428 m ü. NHN). 0,5 km nördlich liegt das Flurgebiet Hatzenlohe und das Waldgebiet Blechet. Im Süden liegt das Fritzbauernholz, Grillen und Streitholz. Gemeindeverbindungsstraßen führen nach Kapsdorf (1,5 km nordwestlich), die Staatsstraße 2220 kreuzend nach Dürrenmungenau (2,5 km südlich) und direkt zur Staatsstraße 2220 (1,7 km südöstlich).

## Geschichte
1340 wurde der Ort als „Ebersbach“ erstmals urkundlich erwähnt. Der Ortsname leitet sich vom gleichlautenden Gewässernamen ab (heute Hirtenbach genannt), dessen Bestimmungswort der Eber ist. Es wurde also ein Bach bezeichnet, an dem Wildschweine regelmäßig zur Tränke gingen. Das Kloster Ebrach hatte zu dieser Zeit Besitzungen im Ort. Weitere Grundherren waren die Nürnberger Patrizier Küdorfer und das Spital Schwabach.
1529 unterstanden der Hauptmannschaft Hergersbach der Reichsstadt Nürnberg in Ebersbach 5 Mannschaften.
Gegen Ende des 18. Jahrhunderts gab es in Ebersbach 12 Anwesen und ein Gemeindehirtenhaus. Das Hochgericht übte das brandenburg-ansbachische Kasten- und Stadtvogteiamt Windsbach aus, einen Gemeindeherrn hatte der Ort nicht. Grundherren waren das Fürstentum Ansbach (Kastenamt Windsbach: 1 Schmiede; Kastenamt Schwabach: 1 Ganzhof), Nürnberger Eigenherren (Kreß von Kressenstein: 1 Ganzhof; von Fürer: 4 Ganzhöfe, 1 Halbhof, 1 Viertelhof), das Schultheißenamt Neumarkt (1 Ganzhof, 1 Gütlein) und die Deutschordenskommende Nürnberg (1 Gastwirtschaftsgütlein). Von 1797 bis 1808 unterstand der Ort dem Justiz- und Kammeramt Windsbach. Zu dieser Zeit gab es 13 Untertansfamilien, von denen 4 ansbachisch waren.
1806 kam Ebersbach an das Königreich Bayern. Im Rahmen des Gemeindeedikts wurde Ebersbach dem 1808 gebildeten Steuerdistrikt Barthelmesaurach und der 1810 gegründeten Ruralgemeinde Barthelmesaurach zugeordnet. Mit dem Zweiten Gemeindeedikt (1818) entstand die Ruralgemeinde Ebersbach, zu der Kapsdorf gehörte. Sie war in Verwaltung und Gerichtsbarkeit dem Landgericht Heilsbronn zugeordnet und in der Finanzverwaltung dem Rentamt Windsbach. Von 1862 bis 1879 gehörte Ebersbach zum Bezirksamt Heilsbronn, seit 1880 zum Bezirksamt Schwabach (1939 in Landkreis Schwabach umbenannt) und zum Rentamt Schwabach (1919 in Finanzamt Schwabach umbenannt). Die Gerichtsbarkeit blieb bis 1879 beim Landgericht Heilsbronn, seit 1880 ist das Amtsgericht Schwabach zuständig. Die Gemeinde hatte eine Gebietsfläche von 7,231 km². Am 1. Januar 1972 wurde Ebersbach im Zuge der Gebietsreform in Bayern in die Stadt Abenberg eingegliedert.

### Bau- und Bodendenkmäler
- Haus-Nr. 9: Wohnstallhaus[20]
- Das Steinkreuz im Hirtenbachtal zur Mahnung an den tödlich ausgehenden Streit der Abenberger Landsknechte Büttel und Flurer[20][8]
- Ca. 800 m nördlich befinden sich fünf verebnete Grabhügel aus vorgeschichtlicher Zeit.[20]

### Einwohnerentwicklung
Gemeinde Ebersbach
| Jahr      | 1818   | 1840   | 1852   | 1855   | 1861   | 1867   | 1871   | 1875   | 1880   | 1885   | 1890   | 1895   | 1900   | 1905   | 1910   | 1919   | 1925   | 1933   | 1939   | 1946   | 1950   | 1952   | 1961   | 1970   |
| Einwohner | 155    | 200    | 203    | 195    | 214    | 220    | 211    | 211    | 240    | 235    | 206    | 205    | 215    | 202    | 203    | 215    | 204    | 211    | 193    | 296    | 281    | 262    | 225    | 223    |
| Häuser    | 33     | 36     |        |        |        |        | 42     |        |        | 44     | 46     |        | 45     |        |        |        | 40     |        |        |        | 40     |        | 45     |        |
| Quelle    | [ 22 ] | [ 23 ] | [ 24 ] | [ 24 ] | [ 25 ] | [ 26 ] | [ 27 ] | [ 28 ] | [ 29 ] | [ 30 ] | [ 31 ] | [ 32 ] | [ 33 ] | [ 32 ] | [ 34 ] | [ 32 ] | [ 35 ] | [ 32 ] | [ 32 ] | [ 32 ] | [ 36 ] | [ 32 ] | [ 17 ] | [ 37 ] |

Ort Ebersbach
| Jahr      | 001818 | 001840 | 001861 | 001871 | 001885 | 001900 | 001925 | 001950 | 001961 | 001970 | 001987 |
| Einwohner | 109    | 136    | 150    | 139    | 137    | 122    | 108    | 147    | 121    | 133    | 126    |
| Häuser    | 23     | 22     |        |        | 26     | 26     | 22     | 22     | 26     |        | 35     |
| Quelle    | [ 22 ] | [ 23 ] | [ 25 ] | [ 27 ] | [ 30 ] | [ 33 ] | [ 35 ] | [ 36 ] | [ 17 ] | [ 37 ] | [ 38 ] |

## Religion
Der Ort ist seit der Reformation evangelisch-lutherisch geprägt und bis heute nach St. Bartholomäus (Barthelmesaurach) gepfarrt. Die Einwohner römisch-katholischer Konfession sind nach St. Jakobus (Abenberg) gepfarrt.